# Мови Тайваню
Мови Тайваню поділяються на австронезійські мови місцевих племен, та сино-тибетські мови. Протягом тисяч років на Тайвані жили корінні народи гаошань, що розмовляють тайванськими мовами — місцевими австронезійськими мовами, об'єднаними в одну групу за географічним принципом. Через велику різноманітність тайванських мов, дослідження в галузі історичної лінгвістики доходять висновку, що Тайвань є прабатьківщиною всієї австронезійської сім'ї мов. За останні 400 років, протягом кількох хвиль міграцій ханьців, на Тайвані з'явились та поширились китайські мови, зокрема: південномінська, хакка, та мандарин (відома у КНР як путунхуа), що з часом стали найпоширенішими мовами сучасного Тайваню.
Тайванські мови були найпоширенішими на доісторичному Тайвані. Наслідком довгої історії колонізації та імміграція стала поява нових мов на острові, як-от нідерландської, іспанської, хоккієн, хакка, японська, та мандарин. Через 50-річну окупацію острова Японією, японська мова мала значний вплив на мови Тайваню, зокрема їхню лексику, через що в них чимала кількість запозичень з неї.
Після Другої Світової війни, на Тайвані протягом багатьох років було запроваджено воєнний стан. Уряд тих часів утискав всі мови, крім мандаринської у публічній сфері. Це дуже завадило розвитку місцевих мов, зокрема тайванської хоккієн, хакка, корінних тайванських мов, та діалекта Мацзу. Ситуація дещо покращилась із 2000-х років, коли уряд став проводити заходи зі збереження та відродження місцевих мов. Місцеві мови стали вивчати у тайванських початкових школах, було введено закони та квоти стосовно місцевих мов хакка та тайванських мов, також створені публічні телеканали та радіостанції виключно цими мовами. Крім того, тайванський уряд також запровадив стандарти для деяких найпоширеніших мов, що є в нижченаведеній таблиці; відсоток мовців узято з перепису населення та житла в Тайвані за 2010 рік.

## Становище національних мов
| Мова                    | Мова                                                  | Мова                                                  | Скільки говорять нею вдома | Визнані різновиди мови | Статус у громадському транспорті              | Орган, що регулює                                                                 |
| ----------------------- | ----------------------------------------------------- | ----------------------------------------------------- | -------------------------- | ---------------------- | --------------------------------------------- | --------------------------------------------------------------------------------- |
|                         | Тайванська мандаринська                               | Тайванська мандаринська                               | 83,5 %                     | 1                      | Обов'язкова в усій країні                     | Міністерство освіти                                                               |
|                         | Тайванська хоккієн (включно з Кіньменським діалектом) | Тайванська хоккієн (включно з Кіньменським діалектом) | 81,9 %                     | 1~6                    | Обов'язкова в усій країні                     | Міністерство освіти Міністерство культури Управління освіти, Уряд повіту Кіньмень |
|                         | Тайванська хакка                                      | Тайванська хакка                                      | 6,6 %                      | 6                      | Обов'язкова в усій країні                     | Рада у справах хакка                                                              |
|                         | Тайванські мови                                       | Аміс                                                  | 1,4 %                      | 5                      | За необхідністю                               | Рада тубільних народів                                                            |
| Атаяльська              | Тайванські мови                                       | 6                                                     | 1,4 %                      |                        | За необхідністю                               | Рада тубільних народів                                                            |
| Бунун                   | Тайванські мови                                       | 5                                                     | 1,4 %                      |                        | За необхідністю                               | Рада тубільних народів                                                            |
| Канаканаву              | Тайванські мови                                       | 1                                                     | 1,4 %                      |                        | За необхідністю                               | Рада тубільних народів                                                            |
| Кавалан                 | Тайванські мови                                       | 1                                                     | 1,4 %                      |                        | За необхідністю                               | Рада тубільних народів                                                            |
| Пайвань                 | Тайванські мови                                       | 4                                                     | 1,4 %                      |                        | За необхідністю                               | Рада тубільних народів                                                            |
| Пуюма                   | Тайванські мови                                       | 4                                                     | 1,4 %                      |                        | За необхідністю                               | Рада тубільних народів                                                            |
| Рукай                   | Тайванські мови                                       | 6                                                     | 1,4 %                      |                        | За необхідністю                               | Рада тубільних народів                                                            |
| Саароа                  | Тайванські мови                                       | 1                                                     | 1,4 %                      |                        | За необхідністю                               | Рада тубільних народів                                                            |
| Сайсіят                 | Тайванські мови                                       | 1                                                     | 1,4 %                      |                        | За необхідністю                               | Рада тубільних народів                                                            |
| Сакізая                 | Тайванські мови                                       | 1                                                     | 1,4 %                      |                        | За необхідністю                               | Рада тубільних народів                                                            |
| Сідік                   | Тайванські мови                                       | 3                                                     | 1,4 %                      |                        | За необхідністю                               | Рада тубільних народів                                                            |
| Тхао                    | Тайванські мови                                       | 1                                                     | 1,4 %                      |                        | За необхідністю                               | Рада тубільних народів                                                            |
| Труку                   | Тайванські мови                                       | 1                                                     | 1,4 %                      |                        | За необхідністю                               | Рада тубільних народів                                                            |
| Цоу                     | Тайванські мови                                       | 1                                                     | 1,4 %                      |                        | За необхідністю                               | Рада тубільних народів                                                            |
| Малайсько-полінезійські | Тао                                                   | 1                                                     | 1,4 %                      |                        | За необхідністю                               | Рада тубільних народів                                                            |
|                         | Тайванська жестова мова                               | Тайванська жестова мова                               | <1 %                       | 1                      | -                                             | Міністерство культури                                                             |
|                         | Діалект Мацзу                                         | Діалект Мацзу                                         | <1 %                       | 1                      | Обов'язкова на островах Мацзу                 | Міністерство культури Управління освіти, Уряд повіту Ляньцзянь                    |
|                         | Діалект Уцю                                           | Діалект Уцю                                           | <1 %                       | 1                      | Визнана мова меншини у громаді Уцю (Кіньмень) | Міністерство культури Управління освіти, Уряд повіту Кіньмень                     |

## Корінні мови

Сім'ї тайванських мов до колонізації китайцями, за Бластом. Малайсько-полінезійська Тау (червона) може відноситись до східнотайванських (пурпурні).
Біла частина означає не відсутність корінного населення, а неоднозначність з приводу того, хто саме її населяв. Китайськомовні джерела стверджують, що там жили різні рівнинні народи (наприклад, кулун). Також там деякі інші групи (наприклад, таокас) розташовані у трохи інших місцях, ніж на наведеній карті.

Частка мешканців, що говорили однією з корінних мов у 2010 у відсотках.

Корінні тайванські мови (Тайванські мови) — мова корінних народів острова. Тубільці Тайваню складають приблизно 2,3 % населення острова. Втім, не всі з них володіють мовами своїх народів внаслідок століть мовної асиміляції. Часто люди не похилого віку з народу хакка або тубільного походження знають мандаринську та хоккієн краще, аніж мови власних народів, якщо взагалі їх знають. З приблизно 26 мов тайванських тубільців, приблизно 10 вже вимерлі, ще п'ять на порозі вимирання,, а решта теж деякою мірою є загроженими. Уряд країни визнає 16 мов та 42 діалекти тубільних мов.
| Класифікація            | Класифікація             | Визнані мови (діалекти)              |
| ----------------------- | ------------------------ | ------------------------------------ |
| Тайванські              | Атаяльські               | Атаяльська (6), Сідік (3), Труку (1) |
| Тайванські              | Рукайські                | Рукай (6)                            |
| Тайванські              | Північнотайванські       | Сайсіят (1), Тхао (1)                |
| Тайванські              | Східнотайванські         | Аміс (5), Кавалан (1), Сакізая (1)   |
| Тайванські              | Південнотайванські       | Пайвань (4), Бунун (5), Пуюма (4)    |
| Тайванські              | Мови цоу                 | Цоу (1), Канаканаву (1), Саароа (1)  |
| Малайсько-полінезійські | Батанські (Філіппінські) | Тао (1)                              |

Державне агентство, Рада тубільних народів, підтримує стандарти орфографії для систем письма тайванських мов. Через тривалу окупацію Японією, у тайванських мовах також чимала кількість запозичень з японської. Також існує Їланська креольська японська мова — суміш японської та атаяльської мов.
Всі тайванські мови поступово витісняються мандаринською, що превалює у культурному просторі. За останні десятиліття, уряд розгорнув програму відновлення культури тубільів, що включає введення освіти тайванськими мовами як основними у школах Тайваню. Втім, результати цієї ініціативи не обернулись бажаним успіхом. Було створено Тайванське телебачення корінних народів та радіостанцію Alian 96.3 для заохочення відродження мов. Тайванські мови було затверджено, як офіційні у липні 2017 року.
Аміс — найпоширеніша корінна мова на східному березі острова, де менше говорять мовами хоккієн та хакка, ніж на західному березі. Уряд оцінює населення амісів у трохи більше, ніж 200 000 осіб, але кількість людей, що говорить аміською, менша ніж 10 000 осіб. Аміська з'явилась у популярній музиці. Серед інших значних корінних мов можна виділити атаяльську, пайвань, та бунун. Крім визнаних мов, ще вирізняють від 10 до 12 груп рівнинних народів, що мають власні мови.
Деякі корінні народи й мови визнані на місцевому, повітовому рівні. Серед таких: сірая (та діалекти Макатао та Тайвоан) на південному заході острова. До руху відродження мов також залучені басай, Бабуза-Таокас у найбільш населених західних рівнинах, та Пазех, що граничить з нею у центральному заході країни.

## Китайські мови

### Тайванська мова
Мандаринська в Тайвані офіційно зветься державною мовою (кит.: 國語). У 1945 році, після завершення Другої світової війни, мандаринська стала де-факто офіційною мовою, та її вивчення у школах стало примусовим. До 1945 року офіційною мовою, якої навчали в школах, була японська. Відтоді мандаринська укорінилась як лінгва франка між різними народами Тайваню: хокло, що мають свою мову та становлять більшість, хакка, австронезійці-гаошань, та китайцями, що мігрували у 1949 році з континенту з різних регіонів, що говорили багатьма мовами зі всього Китаю.
Люди, що мігрували з континентального Китаю після 1949 року та їх нащадки складають 12 % населення, та переважно говорять мандаринською. Мандаринською вміє говорити, або розуміє її, практично все населення країни. З кінця 1940-х по кінець 1970-х, навчання у школах велось лише нею, допоки у 1980-х у старших школах не стали викладати англійську, а в 2000-х — місцеві мови.
Тайванською мандаринською (подібно до Синглішу та багатьох різноманітних креольських мов) розмовляють по-різному, в залежності від соціального класу та становища мовців. У формальних обставинах вживається акролектна форма, тайванська стандартна мандаринська (кит.: 國語), що мало відрізняється від стандартної мандаринської на континенті (кит.: 普通话). У менш формальних ситуаціях може використуватись базилектна форма, що вирізняється наявністю виключно тайванських рис. Двомовні тайванці можуть перемикатись між мандаринською та хоккієн, навіть в межах одного речення.
Багато тайванців, особливо молоді, краще говорять мандаринською, ніж хакка або хоккієн; вона вважається лінгвою франка острова.

### Тайванська Хоккієн
Тайванська мова (臺語, Tâi-gí), що офіційно зветься тайванською хоккієн (кит.: 臺灣閩南語), є найпоширенішою рідною мовою на Тайвані, нею говорить приблизно 70 % населення. З лінгвістичної точки зору є підгрупою південномінських мов, походить з півдня провінції Фуцзянь. Нею говорять чимало китайців, що живуть в Південно-Східній Азії.
У тайванської є розмовний та офіційний варіанти. Розмовна тайванська походить від давньокитайської мови. Літературна тайванська, що спочатку виникла у X сторіччі у Фуцзяні, та походить від середньокитайської, певний час використовувалась для формального письма, проте нині є практично вимерлою. Через тривале володарювання Японії на острові у мову увійшла значна кількість запозичень із японської. Ці запозичення були у вигляді канджі, що мали тайванську вимову, або інколи таку ж японську. З цих причин сучасну тайванську записують як традиційним китайським письмом, так і латинковим письмом пе-ое-зі або похідною від неї тайванською системою романізації, що використовується офіційно з 2006 року.
У наші часи, дослідники Ekki Lu, Sakai Toru, та Lí Khîn-hoāⁿ, на базі давніших досліджень, стверджують, що частина базових слів розмовної тайванської хоккієн мають зв'язок з австронезійськими або тайськими мовами; Тим не менш, такі твердження не є загальноприйнятими.
Різниця між діалектами тайванської незначна, але все ж наявна. Стандарт — Thong-hêng (通行腔) походить з міста Гаосюн, в той час решта акцентів лежить в континуумі між наступними двома діалектами:
- Hái-kháu (海口腔): котрим говорять у Луган, що є близьким до континентального діалекту Цюаньчжоу, та
- Lāi-po͘ (內埔腔): котрим говорять у Їлань, що є близьким до континентального діалекту Чжанчжоу.

Тайванська хоккієн здебільшого є взаємно зрозумілою із іншими діалектами хоккієн в Китаї та Південно-Східній Азії (із сингапурською хоккієн), але також певною мірою з теочу, південномінською мовою, якою говорять на сході Гуандуну. Втім, тайванська хоккієн не є взаємно зрозумілою з мандаринською та іншими китайськими мовами

### Тайванська хакка

Райони та міста повітового підпорядкування у Тайвані, де хакка прийнята регіональною мовою, згідно Основного акту хакка.

Мовою хакка (кит.: 客家語) у Тайвані говорять люди з народності хакка. Вони зосереджені у окремих регіонах Тайваня. Більшість тайванських хакка живе у Таоюань, Сіньчжу та Мяолі. Різновиди тайванської хакка було визнано національними мовами. Мовою хакка у Тайвані опікується Рада у справах хакка. Зокрема, цей урядовий орган має владу над телебаченням та радіомовленням мовою хакка. Нині уряд Тайваню визнає та підтримує п'ять діалектів хакка (або шість, якщо рахувати окремо Сисянь та південний Сисянь) на своїй території.

### Діалект Мацзу
Діалект Мацзу (馬祖話, Mā-cū-ngṳ̄) — мова, котрою говорять на островах Мацзу. Це піддіалект діалекту Фучжоу східномінської мови.

### Діалект Уцю
Діалект Уцю (烏坵話, Ou-chhiu-uā) — мова, котрою говорять на островах Уцю. Це піддіалект путянського діалекту пусянської мови (мінської групи мов).

### Юе (Кантонська)
Юе — одна з китайських мов, поширених на Тайвані. Ця мова була занесена вайшенжень, що прибули до Тайваню з Гуандуна, Гуансі, Гонконга, Макао.
Кантонською переважно говорять мігранти з Гуандуна, Гуансі, Гонконга та Макао. У Тайвані існують окремі кантономовні спільноти.
Станом на початок 2010-х, було відомо про 87 719 гонконгців, що на той час жили у Тайвані. Втім, ймовірно, що через викликану політичним тиском еміграцію, зокрема після прийняття закона про національну безпеку у 2020, ця кількість зросла.

## Писемності та жестові мови

### Китайські ієрогліфи
Традиційні китайські ієрогліфи є загальновживаними у Тайвані для запису китайських мов: мандаринської, хоккієн, хакка і юе. Міністерство освіти регулює стандарти правопису цих мов: оновлює список Стандартизованих форм національних символів, а також рекомендованих символів для тайванської хоккієн і хакка.
Байхуа — стандарт писемної китайської, що використовується в документах, літературі та багатьох аспектах побуту; його граматика базується на стандартній мандаринській. Байхуа представляє собою писемний варіант китайської, базований на сучасній мові, що витіснув веньянь, класичну писемність, що базувалась на граматиці давньокитайської мови, у ході руху за нову культуру на початку XX сторіччя. Хоч народний байхуа і замінив веньянь у Республіці Китай з часів Руху четвертого травня, веньянем продовжував активно користуватись уряд Республіки Китай. Більшість урядових паперів писались веньянем, до того, як у 1970-х було проведено реформи, котрі очолив президент Янь Цзягань, метою яких було зсунути письмовий стиль документообігу до змішаної форми байхуа та веньянь (文白合一行文. З 1 січня 2005 року Виконавчий юань почав писати у документах горизонтально, а не вертикально, як раніше протягом багатьох років.
У наші часи, у Тайвані веньянь у його чистій формі інколи використовується у формальних нагодах та церемоніях, у тому числі релігійних. Наприклад, Гімн Республіки Китай (中華民國國歌), написаний у веньянь. Даоські тексти досі зберігаються у формі тих часів, коли вони були написані. Будистські тексти та сутри теж дійшли до нашого часу у стародавній формі, з часів, коли вони були написані або перекладені з санскриту. Існує соціально прийнятий континуум з байхуа з одного боку та веньянем з іншого. Більшість урядових документів, законів, судових вироків та інших судових документів використовують змішану форму байхуа та веньянь (文白合一行文）. Наприклад, більшість офіційних повідомлень та формальних листів використовують набір фраз з веньяню (вітання, кінець). З іншого боку, особисті листи здебільшого пишуться звичайною китайською, проте із використанням окремих висловів з веньяня, в залежності від теми, рівня освіти мовця тощо.
Із розвитком рухів за незалежність Тайваню та збільшенням обсягу тайванської літератури, письмова хоккієн на базі лексики й граматики тайванської хоккієн теж стала періодично вживатись у літературі та неформальному мовленні.
Традиційні китайські ієрогліфи також використовуються у Гонконзі та Макао. Незначна їх кількість на Тайвані пишеться інакше. Стандартизовані форми національних символів — орфографія, що є стандартом на Тайвані і підтримується міністерством освіти — має незначні відмінності від стандартизованих форм у Гонконзі та Макао. Такі різниці переважно полягають в різному (ортодоксальному та нестандартному) написанні одних і тих же символів.

### Латинська абетка і латинізація
Латинська абетка — основна для тайванських мов та широко вживана для тайванської хоккієн та хакка. Завдяки впливу перших європейських місіонерів, з'явились такі системи для запису китайських мов на базі латинки, як Манускрипти Сінькан, Пе-ое-зі, та Фак-фа-су. Офіційні системи письма для тайванських мов всі базуються виключно на латинській абетці, та підтримуються радою тубільних народів. Міністерство освіти у Тайвані також регулює стандарти Тайванської системи латинізації для тайванської хоккієн, та Тайванської системи романізації хакка для хакка. У підручниках для хоккієн та хакка використовуються як традиційні китайські ієрогліфи, так і латинкові системи.
Латинізація китайської мови в Тайвані часто буває непослідовною. У Тайвані досі активно використовується система Чжуїнь замість латинських символів для фонетичного запису. Традиційно для латинізації використовується система Вейда-Джайлза. Уряд прийняв систему Тун'юн Піньїнь як офіційну для латинізації у 2002 році, проте місцева влада має можливість приймати власні стандарти; деякі з них прийняли ханью піньїнь або зберегли старі вживані системи. Щоправда вже в серпні 2008 року, уряд оголосив, що єдиною системою латинізації мандаринської у Тайвані буде ханью піньїнь, починаючи з січня 2009 року.

### Фонетичні символи
Чжуїнь Фухао, скорочено Чжуїнь, також відома як Бопомофо (назва з перших чотирьох літер)  с фонетична система для вивчення читання китайських ієрогліфів, в першу чергу у мандаринській. У мандарині використовуються 37 символів для представлення звуків: 21 приголосний та 16 голосних і закінчень. Тайванська хоккієн використовує 45 символів: 21 приголосний та 24 голосних і закінчень. Також є система для мови хакка.
Ці фонетичні символи інколи використовуються як рубі-символи тобто їх друкують біля ієрогліфів у дитячих книжках та у виданнях давніх текстів, у яких часто зустрічаються застарілі символи, що можуть бути невідомі читачеві. Інколи, такі символи використовуються у рекламі (наприклад, ㄉ замість 的). В цілому, ці символи рідко зустрічаються у публікаціях для дорослих, хіба що тільки в словниках як пояснення вимови ієрогліфа або для їх сортування та групування. Усі символи чжуїнь також мають власну клавішу на клавіатурі у відповідній розкладці (1 = бо, q = по, a = мо, і так далі). В останні роки, із поширенням смартфонів з'явилася тенденція писати розмовні та сленгові слова Чжуїнем, а не повноцінними відповідними символами, наприклад:ㄅㄅ замість 拜拜 (бай-бай). Чжуїнь також може використовуватись, аби надати тексту інший відтінок; наприклад, використанняㄘ замість 吃 (їсти), якщо говорить дитина.
Єдине використання чжуїня у початковій освіті — вивчення вимови мандаринської мови. Підручники першокласників з усіх предметів (у тому числі мандаринської мови) повністю написані чжуїнем. З наступного року вже використовуються китайські ієрогліфи, але з анотаціями. Приблизно у четвертому класі значно зменшується використання анотацій з чжуїнем — вони лишаються тільки для пояснення нових символів. Школярі вчать символи, щоб потім вміти читати транскрипції, наведені у словниках і таким чином писати слова, які вони знають за вимовою, але не написанням.

### Жестова мова
У Тайваня є власна жестова мова, тайванська жестова мова, що була розроблена на базі японської жестової мови у часи японського правління островом. Тайванська жестова мова є частково взаємно зрозумілою з японською жестовою мовою, та за сумісництвом корейською жестовою мовою. Лексика тайванської жестової мови на 60 % подібна до японської.

## Інші мови

### Японська
Японській мові примусово навчали за часів японської окупації (з 1895 по 1945). У 1943 році, понад 80 % населення Тайваню говорили японською. У американців тайванського походження, та інших представників тайванської діаспори можуть бути родичі або пращури, що в минулому вчили японську та говорили нею, як лінгва франка. Багатьох відомих тайванців, зокрема колишнього президента Тайваню, Лі Денхуей, та засновника компанії Nissin і винахідника локшини швидкого приготування, Андо Момофуку, вважали носіями японської, бо вони народились у Тайвані при японцях.

### Південно-Східна Азія
Значна кількість мігрантів у Тайвані походять з Південно-Східної Азії.
- Індонезійська: Індонезійська — одна з найпоширеніших мов мігрантів, котрою говорять приблизно 140 000 індонезійців.
- Яванська: Яванською говорять мігранти-яванці, що теж походять з Індонезії.
- Тагалог: Тагалог поширений серед філіпінців, яких тут налічується приблизно 108 520.
- В'єтнамська: на Тайвані живе приблизно 200 000 в'єтнамців, серед яких поширена в'єтнамська мова. Починаючи з 2011, здійснювались спроби навчати в'єтнамської дітей в'єтнамських мігрантів[31].
- Малайська: Малайську розуміють китайці-вихідці з Брунею та Малайзії, проте з них дуже мала частина говорить нею як рідною.

### Європейська мова
- Нідерландська: Нідерландської навчали мешканців острову у часи колонізації Тайваню нідерландцями. Після того, як нідерландці покинули острів, мова зникла з вжитку.
- Іспанська: Іспанської переважно навчали на півночі острова, коли існувала колонія Іспанська Формоза (до 1642 року). Більшість країн, з якими в Тайваня сьогодні є дипломатичні відносини, є іспаномовними.
- Англійська: Англійської багато навчають як іноземної, зокрема великі приватні школи. Уряд Тайваню пропонував прийняти англійську мову другою офіційною до 2030 року[32].